# Mélias
Ne pas confondre avec Mleh, prince arménien de 1170 à 1175.
Mélias (en grec : Μελίας) ou Mleh (en arménien : Մլեհ, ou souvent Մլեհ Մեծ, Mleh Mets, « Mleh le Grand » dans les sources arméniennes) est un prince arménien de la fin du IXe et du début du Xe siècle. Entré au service des Byzantins, il devient un général reconnu, fondant le thème du Lykandos, et participe aux campagnes de Jean Kourkouas contre les Arabes.

## Biographie

### Origines
Mleh est un membre de la noblesse arménienne des nakharark appelé Mélias, peut-être issu du clan des Varažnouni (et dans ce cas petit-fils de Mliah, prince de Varažnounik, en Vaspourakan), apparaît pour la première fois dans les sources historiques comme un vassal (ou serviteur, ou compagnon) d'Achot Makrocheir, « à la longue main », un prince arménien (vraisemblablement un Bagratide du Taron),,.

### Émigration et exil
Achot se met au service des Byzantins vers 890. En tant que membre du contingent arménien, Mleh ou Mélias combat du côté des Byzantins lors de la désastreuse bataille de Bulgarophygon contre les Bulgares. Achot périt lors de la bataille aux côtés de la plus grande partie des forces byzantines,. Mélias s'échappe et retourne vers la frontière orientale byzantine. Là, apparemment sous l'autorité de l'hypostratège du thème des Anatoliques, il mène une vie de brigandage et combat les Arabes, notamment l'émirat de Mélitène, et établit une seigneurie semi-autonome dans collines à l'ouest de la cité. Après avoir participé à la rébellion aristocratique ratée d'Andronic Doukas contre l'empereur Léon VI le Sage en 905, Mélias est contraint de fuir à Mélitène avec d'autres nobles arméniens pour échapper aux représailles,. 

### Retour
Toutefois, en 907 ou 908, l'empereur Léon accorde son pardon aux rebelles qui reviennent assurer des fonctions de commandement sur la frontière orientale. Mélias est d'abord nommé tourmarque  de la région de Trypia (Euphratéia, Erèmia, Défilés, dans le thème de Sébaste), avant de devoir se replier vers l'ouest en 909.
Il est ensuite nommé kleisourarque d'une kleisourie, un commandement régional fortifié. Cette kleisoura est un district centré autour du fort de Lykandos que Mélias reconstruit et qui est colonisé par des Arméniens. Lors des décennies suivantes, elle devient l'une des principales bases byzantines pour lancer des attaques contre les Arabes. Presque immédiatement, Mélias se lance dans l'extension de sa province. Très compétent dans les guerres frontalières de petite échelle, il s'empare des régions montagneuses de Tzamandos et Symposion qu'il fortifie. Ces différents travaux de fortification consolident la frontière et « prépar[e]nt une base solide pour les futures grandes offensives du Xe siècle ».

Les thèmes en Asie Mineure vers 950.

La menace que fait peser cette nouvelle province sur Mélitène est reconnue dans les sources arabes (qui appellent Mleh Malîh ai-Armani et Sahib al-Douroûb, « seigneur des Défilés »). De fait, en 909 ou 912, un assaut majeur est lancé contre Mélias mais est repoussé avec succès. En 915, Mélias et ses troupes lancent un raid contre le territoire arabe qui atteint Germanicée (aujourd'hui Kahramanmaraş), ; il s'accompagne d'une offensive sur la Cilicie. En 916, en récompense de sa valeur et de sa loyauté, la kleisoura de Lykandos est élevée au rang de thème et Mélias en devient le stratège avec le rang de patrice puis de magistros. L'année suivante, Mélias et ses hommes prennent part à la campagne contre la Bulgarie qui se termine par une nouvelle défaite désastreuse lors de la bataille d'Anchialos. Dans les campagnes de Jean Kourkouas à partir de 926, Mélias joue un rôle important. En 927, Kourkouas et Mélias attaquent Mélitène et parviennent à s'emparer de la cité, sauf la citadelle qui continue à résister. Mélitène jure allégeance à l'Empire byzantin,. Bientôt, Mélitène renie le traité et est de nouveau assiégée par les Byzantins. Selon un récit arabe, Mélias tente d'infiltrer la cité en déguisant certains de ses hommes en artisans mais la ruse est déjouée. Néanmoins, la cité accepte peu après d'accueillir une garnison byzantine,. En 930, Mélias lance un raid contre le territoire près de Samosate mais il est vaincu par le général Nedjm et l'un de ses fils est capturé et amené à Bagdad. Rien n'est connu de ses activités ultérieures en Orient. On sait toutefois qu'il entre en 934 dans Mélitène aux côtés de Jean Kourkouas. Il meurt la même année.

## Postérité
Les descendants de Mélias continuent de jouer un rôle important dans le Lykandos et dans l'armée byzantine. Un autre Mélias est mentionné comme étant au service de Jean Tzimiskès, d'abord sous le règne de Nicéphore II Phocas puis sous le règne personnel de Jean Tzimiskès (en tant que domestique des Scholes) jusqu'à sa mort en 976. Il a aussi été suggéré que la mémoire de Mélias a été préservée dans la figure du dénommé Melementzès, un personnage du Digénis Akritas,.